# Lijst van administratieve eenheden in Tây Ninh
Deze lijst bevat een overzicht van administratieve eenheden in Tây Ninh (Vietnam).
De provincie Tây Ninh ligt in het zuiden van Vietnam, dat ook wel Đông Nam Bộ wordt genoemd. Tây Ninh ligt aan de grens met Cambodja De oppervlakte van de provincie bedraagt 4035,9 km² en Tây Ninh telt ruim 1.053.800 inwoners. Tây Ninh is onderverdeeld in een thị xã en acht huyện.

## Thị xã

### Thị xã Tây Ninh
- Phường 1
- Phường 2
- Phường 3
- Phường 4
- Phường Hiệp Ninh
- Xã Bình Minh
- Xã Ninh Sơn
- Xã Ninh Thạnh
- Xã Tân Bình
- Xã Thạnh Tân

## Huyện

### Huyện Bến Cầu
- Thị trấn Bến Cầu
- Xã An Thạnh
- Xã Lợi thuận
- Xã Long Chữ
- Xã Long Giang
- Xã Long Khánh
- Xã Long Phước
- Xã Long Thuận
- Xã Tiên Thuận

### HuyệnChâu Thành
- Thị trấn Châu Thành
- Xã An Bình
- Xã An Cơ
- Xã Biên Giới
- Xã Đồng Khởi
- Xã Hảo Đước
- Xã Hòa Hội
- Xã Hòa Thạnh
- Xã Long Vĩnh
- Xã Ninh Điền
- Xã Phước Vinh
- Xã Thái Bình
- Xã Thanh Điền
- Xã Thành Long
- Xã Trí Bình

### Huyện Dương Minh Châu
- Thị trấn Dương Minh Châu
- Xã Bàu Năng
- Xã Bến Củi
- Xã Cầu Khởi
- Xã Chà Là
- Xã Lộc Ninh
- Xã Phan
- Xã Phước Minh
- Xã Phước Ninh
- Xã Suối Đá
- Xã Truông Mít

### Huyện Gò Dầu
- Thị trấn Gò Dầu
- Xã Bàu Đồn
- Xã Cẩm Giang
- Xã Hiệp Thạnh
- Xã Phước Đông
- Xã Phước Thạnh
- Xã Phước Trạch
- Xã Thạnh Đức
- Xã Thanh Phước

### Huyện Hòa Thành
- Thị trấn Hòa Thành
- Xã Hiệp Tân
- Xã Long Thành Bắc
- Xã Long Thành Nam
- Xã Long Thành Trung
- Xã Trường Đông
- Xã Trường Hòa
- Xã Trường Tây

### Huyện Tân Biên
- Thị trấn Tân Biên
- Xã Hòa Hiệp
- Xã Mỏ Công
- Xã Tân Bình
- Xã Tân Lập
- Xã Tân Phong
- Xã Thạnh Bắc
- Xã Thạnh Bình
- Xã Trà Vong

### Huyện Tân Châu
- Thị trấn Tân Châu
- Xã Lộc Thịnh
- Xã Suối Dây
- Xã Suối Ngô
- Xã Tân Đông
- Xã Tân Hà
- Xã Tân Hiệp
- Xã Tân Hòa
- Xã Tân Hội
- Xã Tân Hưng
- Xã Tân Phú
- Xã Tân Thành
- Xã Thạnh Đông

### Huyện Trảng Bàng
- Thị trấn Trảng Bàng
- Xã An Hòa
- Xã An Tịnh
- Xã Bình Thạnh
- Xã Đôn Thuận
- Xã Gia Bình
- Xã Gia Lộc
- Xã Hưng Thuận
- Xã Lộc Hưng
- Xã Phước Chỉ
- Xã Phước Lưu